# فرانسوا بيدو دو سان أولون

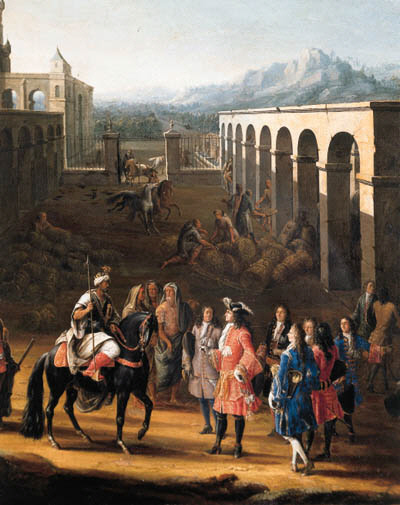
فرانسوا بيدو دو سان أولون، سفير لويس الرابع عشر، أثناء استقباله من طرف إسماعيل بن الشريف. بريشة الرسام بيير دوني مارتان (1693).

فرانسوا بيدو دو سان أولون (1640، تورين - 1720، باريس ) كان دبلوماسيًا فرنسيًا في عهد لويس الرابع عشر.

## السفارة في جنوة وإسبانيا
في عام 1682، تم ترشيحه كأول مبعوث فرنسي مقيم إلى جمهورية جنوة. ثم تم إرساله كمبعوث إلى مدريد.

## السفارة بالمغرب

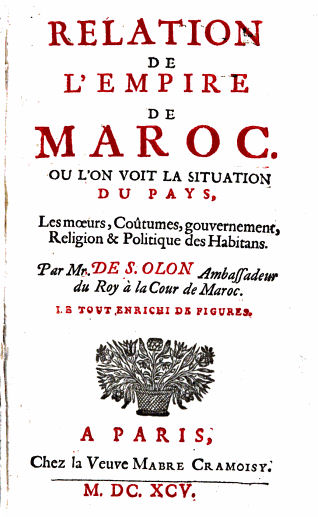
Relation de l'Empire du Maroc، بقلم فرانسوا بيدو دو سان أولون، 1695.

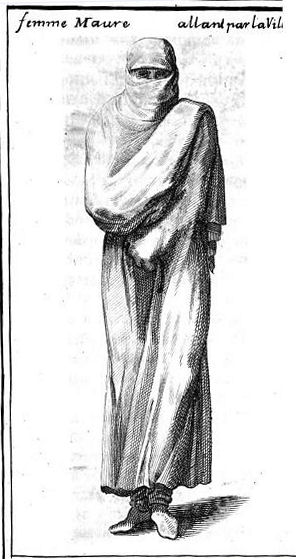
امرأة مغربية في Estat présent de l'empire de Maroc سنة 1694.

في عام 1689، تم ترشيح بيدو دو سان أولون سفيرا لدى بلاط الحاكم المغربي مولاي إسماعيل، على ضوء توقيع معاهدة تجارية. كان ذلك استجابة لإرسال محمد تيميم سفيرا لدى لويس الرابع عشر عام 1682.
في عام 1690، كان بيدو دو سان أولون في مدينة سلا، حيث زار القنصل الفرنسي جان بابتيست إستيل.
ولكن مهمته لم تنجح، وبقي 2-3 أسابيع فقط في المغرب. وقد كتب سرداً لزيارته إلى المغرب، بعنوان Relation de l'empire de Maroc («الحالة الحالية لإمبراطورية المغرب»).
قام سفير مغربي آخر عبد الله بن عائشة بزيارة فرنسا في 1699-1700.
توفي فرانسوا بيدو دو سان أولون في باريس يوم 27 سبتمبر 1720.

## أعمال
- Estat présent de l'empire de Maroc ، 1694
- Relation de l'empire de Maroc ، 1695